# Bobby Russell (calciatore)
Bobby Russell (Easterhouse, 11 febbraio 1957) è un allenatore di calcio ed ex calciatore scozzese, di ruolo centrocampista.

## Caratteristiche tecniche
È un centrocampista centrale.

## Carriera

### Club
Gioca per un decennio nei Rangers, totalizzando 250 presenze in SPL e vincendo 11 titoli nazionali. Nel 1987 passa al Motherwell, dove ottiene un successo nella Coppa di Scozia 1991. Si ritira dal calcio giocato nel 1997, terminando la carriera con 370 presenze in tutte le competizioni con la maglia dei Blues. Vanta 28 presenze in Europa.
Nel 1998 ritorna ai Rangers, per allenare le giovanili e in seguito si trasferisce ad Aurora, in Canada, dove allena le giovanili dell'Aurora Stingers.

## Palmarès

### Club

#### Competizioni nazionali
- Campionato scozzese: 2

Rangers: 1977-1978, 1986-1987
- Coppa di Scozia: 4

Rangers: 1977-1978, 1978-1979, 1980-1981
Motherwell: 1990-91
- Scottish League Cup: 6

Rangers: 1977-1978, 1978-1979, 1981-1982, 1983-1984, 1984-1985, 1986-1987